# Öffentliche Impfempfehlung
Die öffentlichen Empfehlungen für Schutzimpfungen sind Empfehlungen der öffentlichen Hand für Schutzimpfungen.

## Situation in Deutschland
Empfehlungen für Impfungen und andere Schutzanwendungen werden (nach § 20 Abs. 3 IfSG) von den obersten Landesgesundheitsbehörden ausgesprochen. Durch die Bundesländer erfolgt die föderale Umsetzung auf der Grundlage der jeweiligen Empfehlungen der Ständigen Impfkommission (STIKO).
Dies kann als direkte Übernahme der in den STIKO-Empfehlungen aufgeführten und empfohlenen Impfungen geschehen. Es ist auch möglich, dass vom Bundesland eine eigene Liste der öffentlichen Empfehlungen für Impfungen veröffentlicht wird. Diese kann von den STIKO-Empfehlungen abweichen und zum Beispiel zusätzliche Impfungen enthalten. Auch kann die Gruppe der Personen, für die eine Impfempfehlung ausgesprochen wird, von den durch die STIKO veröffentlichten Indikationsgruppen abweichen. In einigen Bundesländern wird zum Beispiel die Influenzaimpfung für alle empfohlen.
Für den Freistaat Sachsen werden die Impfempfehlungen von der Sächsischen Impfkommission ausgesprochen.

### Empfehlungen einzelner Bundesländer
- Baden-Württemberg[1][2]
  - Das baden-württembergische Sozialministerium empfiehlt zusätzlich zu den STIKO-Empfehlungen landesweit eine FSME-, Influenza- und Hepatitis B-Impfung.
- Bayern[3]

- Nordrhein-Westfalen[4] empfiehlt die Impfungen, welche von der STIKO empfohlen werden. Darüber hinaus Impfungen gegen Influenza und SARS-CoV-2
- Rheinland-Pfalz[5]

### Rechtliche Bedeutung
Die wesentliche Bedeutung der öffentlichen Empfehlung von Schutzimpfungen durch die einzelnen Bundesländer liegt in der rechtlichen Absicherung des impfenden Arztes und der Versorgung des Geimpften im Falle des Auftretens eines Gesundheitsschadens als Folge einer Impfung (Impfschaden), wie es durch die §§ 60 ff. des IfSG geregelt ist.
Das Bestehen einer öffentlichen Impfempfehlung für das Bundesland, in dem eine Impfung durchgeführt wurde, ist eine der Voraussetzungen für die Anerkennung eines Impfschadens.
Weitere Voraussetzungen sind unter anderem:
- Die Impfung muss korrekt und nach den aktuell gültigen Empfehlungen der STIKO durchgeführt werden.
- Es muss ein zugelassener Impfstoff verwendet worden sein; ein Bundesland kann hier für besondere Fälle Regelungen treffen, dass auch für nicht in Deutschland zugelassene Impfstoffe eine öffentliche Impfempfehlung ausgesprochen wird.
- Bei Kombinationsimpfstoffen muss für alle Einzelkomponenten eine öffentliche Empfehlung vorliegen.

Das Verfahren zur Anerkennung eines Impfschadens wird nach der Meldung beim jeweiligen Versorgungsamt durchgeführt.

### Meldepflicht
Eine Impfreaktion, die über das übliche Maß hinausgeht, ist nach dem Infektionsschutzgesetz (IFSG) meldepflichtig, wenn die nach einer Impfung auftretenden Symptome in einem ursächlichen Zusammenhang mit der Impfung stehen könnten. Die Meldung erfolgt, in der Regel, durch den behandelnden oder impfenden Arzt an das zuständige Gesundheitsamt und/oder das Paul-Ehrlich-Institut. Der behandelnde oder impfende Arzt ist zur Meldung verpflichtet.
Neben dieser Meldepflicht besteht auch nach dem Gesetz über den Verkehr mit Arzneimitteln (Arzneimittelgesetz – AMG) eine Meldepflicht.

## Situation in Österreich
Das Nationale Impfgremium berät das Bundesministerium für Soziales, Gesundheit, Pflege und Konsumentenschutz in Österreich hinsichtlich Impfempfehlungen, insbesondere aber auch beim österreichischen Impfplan.